# Tampico-Zwischenfall
Der Tampico-Zwischenfall in der mexikanischen Hafenstadt Tampico war ein folgenreicher diplomatischer Zwischenfall im April 1914, den US-Präsident Woodrow Wilson als Vorwand für die anschließende Besetzung von Veracruz nutzte.

## Hintergrund
In den Wirren der Mexikanischen Revolution standen Anfang des Jahres 1914 Truppen zweier Lager einander gegenüber:
- auf der einen Seite das Heer des Oberkommandierenden der Armee, Victoriano Huerta, der sich 1913 durch einen Putsch an die Macht gebracht und zum Präsidenten Mexikos erklärt hatte,
- auf der anderen Seite die „konstitutionalistischen“, d. h. für die verfassungstreuen Gruppen kämpfenden Streitkräfte.

Am 5. April 1914 rückte der konstitutionalistische General Pablo González Garza auf die von Truppen der Huerta-Regierung gehaltene Stadt Tampico vor. Diese erklärten die Hafenanlagen von Tampico daraufhin zum Kampfgebiet und damit als für Ausländer gesperrt.
Vor Tampico kreuzte eine Flottille der United States Navy bzw. lag dort vor Anker. Dieser Flottenverband, die Fifth Division of the Atlantic Fleet unter dem Kommando von Konteradmiral Henry Mayo, war vor der mexikanischen Golfküste zusammengezogen worden, um sich für eine Landung bereitzuhalten. Eine solche militärische Intervention in Mexiko hatte das Kabinett von Präsident Wilson schon im Januar 1914 beschlossen. Die bevorstehende Intervention sollte zum einen die in Tampico lebenden US-Bürger sowie die wirtschaftlichen Interessen der USA, insbesondere in der Ölförderung, schützen und zum anderen Huertas Nachschublinien im Bürgerkrieg abschneiden und ihn dadurch zur Aufgabe zwingen.

## Der Vorfall

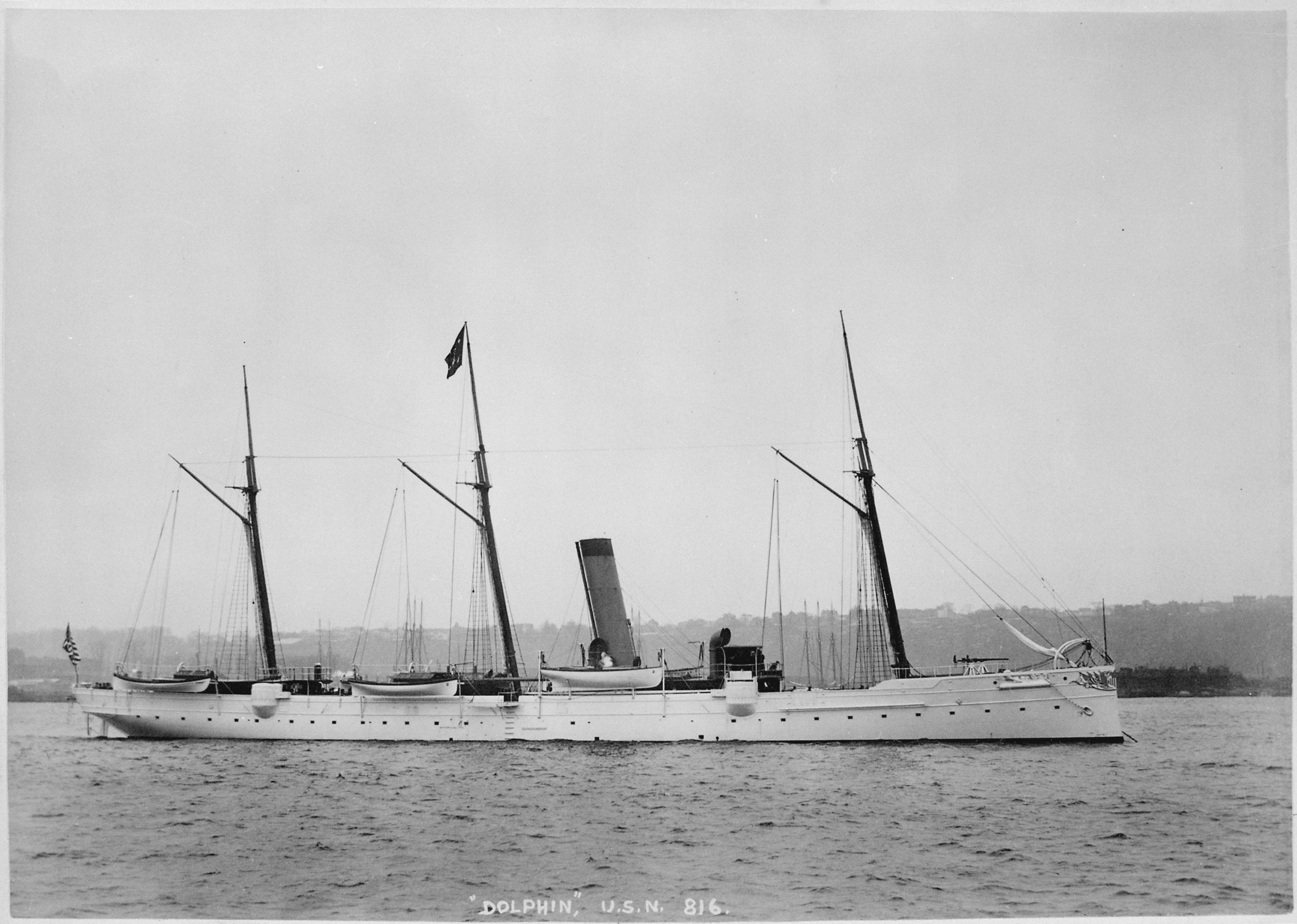
USS Dolphin, Fotografie von 1891

Am Mittag des 9. April 1914 ging auf Befehl des Kapitäns des Kanonenbootes USS Dolphin ein Kommando, bestehend aus dem Zahlmeister und acht Matrosen des Aufklärungskreuzers Chester, an der Iturbide-Seebrücke im Hafen von Tampico an Land. Sie waren beauftragt, von einem ortsansässigen deutschen Händler, Max Tyron, dringend benötigten Treibstoff zu kaufen. Da sich die neun innerhalb der Sperrzone aufhielten, ließ ein Offizier der Huerta-Truppen sie verhaften. Doch auf Befehl eines höherrangigen Offiziers der Huerta-Truppen wurden die festgesetzten US-Matrosen binnen einer Stunde wieder freigelassen und die mexikanischen Soldaten angewiesen, beim Verladen der Ölfässer für die USS Dolphin zu helfen.
In einer Geste der Höflichkeit entschuldigte sich General Ignacios Morelos Zaragoza, der Kommandeur der Garnison in Tampico, außerdem beim Kommandeur der US-Flottille, Konteradmiral Henry Mayo, für die Festnahme. Admiral Mayo nahm die Entschuldigung jedoch nicht an, sondern verlangte – ohne Rücksprache mit vorgesetzten Stellen – außerdem, dass in Tampico, auf mexikanischen Boden, die US-Flagge zu hissen sei und dass die Mexikaner dieser mit 21 Salutschüssen ihre Reverenz zu erweisen hätten. Diese Zumutung lehnte General Morelos nach Rücksprache mit Huerta ab.

## Die Vorbereitung der Intervention
Noch am selben Abend wurde Präsident Wilson über die Ereignisse unterrichtet. Er erkannte die Chance, die der Vorfall bot. Er ermutigte Mayo, hart zu bleiben. Am 13. April versprach er Reportern: „Sie werden Salut schießen.“ Wilson drohte Huerta „die ernsthaftesten Konsequenzen“ an. Mayo arbeitete Pläne für eine Besetzung des Hafens und der Stadt Tampico aus. Der „Tampico-Zwischenfall“, das Vorgehen eines Offiziers der Huerta-Truppen gegen die neun US-Seeleute, war die Gelegenheit, endlich losschlagen zu können.
Da Tampico, der Ort des Zwischenfalls, strategisch nicht so bedeutsam war und nicht so nah an den zuletzt entdeckten mexikanischen Erdöllagerstätten lag wie Veracruz, entschied Wilson, dass Veracruz an Stelle von Tampico besetzt werden solle. Am 15. April waren die Planungen für die Invasion in Veracruz abgeschlossen. Am selben Tag geriet die bevorstehende Invasion noch einmal in Gefahr, als sich Huerta bereit erklärte, den geforderten Salut schießen zu lassen, wenn im Gegenzug ein US-Schiff einen Salut zu Ehren Mexikos schösse. Mayo war einverstanden, Wilson nicht: Er wollte seine Intervention und verlangte, dass sich Mexiko bedingungslos den Forderungen der USA unterwerfe.
Am 18. April erhielt Wilson unverhofft eine Nachricht, die seine Veracruz-Pläne beförderte: Das Schiff Ypiranga der Hamburg-Amerikanische Packetfahrt-Actien-Gesellschaft (HAPAG) habe – mit Maschinengewehren der Firma Colt Defense für die Truppen von Victoriano Huerta an Bord – Kurs auf Veracruz genommen. Damit rechtfertigte Wilson die geplante Besetzung von Veracruz gegenüber dem Kongress: Die Ypiranga unterlaufe somit das US-Waffenembargo gegen Huerta; das Anlanden der Waffen müsse verhindert werden. Am 21. April 1914 begannen US-Truppen, Veracruz zu besetzen.